# Vladislav (hrvaški knez)
Vladislav (v virih kot Ladasclavus), * ?, † verjetno 835, je bil knez (ban?) med Slovani v Dalmaciji in obenem frankovski vazal. 
Vladal je v deželi, ki čez nekaj desetletij že nosi ime Hrvaška. Vladislav je bil nečak dotedanjega kneza Borne. V začetku njegove vladavine se je na lokalni dvor njegovega sorodnika Ljudemisla zatekel poraženi Ljudevit Posavski, dotedanji vladar Spodnje Panonije, ki je proti Frankom vodil neuspeli upor, vendar slednjega dal Ljudemisl umoriti in to verjetno na zahtevo Frankov. V času Vladislavove vladavine so Franki leta 821 Furlansko marko razdelili na štiri grofije, Slovani v Dalmaciji pa so prišli pod vpliv frankovskega kralja v Italiji. Frankovski in bizantinski vpliv na Vladislavove Slovane je tedaj slabel zaradi notranjih razmer v frankovski oziroma bizantinski državi, na Jadranskem morju pa so se kot pomembnejši akter pojavile Benetke.